# Lydia Ludic Burundi Académic FC
El Lydia Ludic Burundi Académic Football Club o LLB Académic FC és un club de futbol de la ciutat de Bujumbura, Burundi.

## Palmarès
- Lliga burundesa de futbol: [4]
  - 2013-14, 2016-17

- Copa burundesa de futbol: [5]
  - 2011, 2012, 2014

- Supercopa burundesa de futbol: 
  - 2012